# Thevur
Thevur é uma panchayat (vila) no distrito de Salem, no estado indiano de Tamil Nadu.

## Demografia
Segundo o censo de 2001,  Thevur  tinha uma população de 8122 habitantes. Os indivíduos do sexo masculino constituem 53% da população e os do sexo feminino 47%. Thevur tem uma taxa de literacia de 52%, inferior à média nacional de 59.5%: a literacia no sexo masculino é de 63% e no sexo feminino é de 39%. Em Thevur, 8% da população está abaixo dos 6 anos de idade.